# Holdenhurst Village
Holdenhurst Village var en civil parish från 2013 till 2024 då den blev en del av Throop and Holdenhurst, i kommunen Bournemouth, Christchurch and Poole, i grevskapet Dorset, i England. Civil parish var belägen 12 km från Wimborne Minster och hade 134 invånare år 2021.